# Robert Vrečer
Robert Vrečer (Celje, 8 d'octubre de 1980) és un ciclista eslovè, professional entre el 2006 i el 2014. Després de set temporades corrent en equips de segona fila, com el Radenska-Powerbar, Adria Mobil, Perutnina Ptuj, Obrazi Delo Revije i Team Vorarlberg, Vrečer fitxà per l'Euskaltel–Euskadi, de la categoria UCI ProTeam, per a la temporada 2013. L'any següent tornà al Team Vorarlberg, després que l'Euskaltel es dissolgués. Després de donar positiu en un control antidopatge fou suspès per vint mesos el 30 de juliol de 2014.

## Palmarès
- 2008
  - 1r al Giro del Medio Brenta
  - 1r a la Ljubljana-Zagreb
  - 1r al Tour de Vojvodina I
  - 1r al Trofeu Gianfranco Bianchin
  - 1r a la Cronoscalata Gardone Val Trompia-Prati di Caregno
- 2009
  - 1r a la Ljubljana-Zagreb
- 2010
  - 1r a l'Istrian Spring Trophy i vencedor de 2 etapes
  - 1r a la Volta a Eslovàquia i vencedor de 2 etapes
  - 1r al Trofeu Gianfranco Bianchin
- 2011
  - 1r a l'Istrian Spring Trophy i vencedor de 2 etapes
  - 1r a la Szlakiem Grodów Piastowskich i vencedor d'una etapa
  - Vencedor d'una etapa a la Volta a Eslovènia
- 2012
  -  Campió d'Eslovènia en contrarellotge
  - 1r a la Volta a Grècia i vencedor d'una etapa
  - 1r a la Volta a l'Alta Àustria i vencedor d'una etapa
  - Vencedor d'una etapa al Tour de Loir-et-Cher
  - Vencedor d'una etapa al Tour del Gavaudan Llenguadoc-Rosselló

### Resultats al Giro d'Itàlia
- 2013. 93è de la classificació general